# Казліно-д'Ерба
Казліно-д'Ерба (італ. Caslino d'Erba) — муніципалітет в Італії, у регіоні Ломбардія, провінція Комо.
Казліно-д'Ерба розташоване на відстані близько 510 км на північний захід від Рима, 45 км на північ від Мілана, 12 км на схід від Комо.
Населення — 1702 особи (2014).
Щорічний фестиваль відбувається 7 грудня. Покровитель — Sant'Ambrogio.

## Демографія
Населення за роками:

Станом на 1 січня 2023 року в муніципалітеті офіційно проживало 130 іноземців з 29 країн, серед них 34 громадяни країн Євросоюзу та 5 громадян України.

## Сусідні муніципалітети
- Ассо
- Кальйо
- Канцо
- Кастельмарте
- Ерба
- Фаджето-Ларіо
- Понте-Ламбро
- Реццаго